# 石葉村
石葉村 (波斯語：شيه），是伊朗吉兰省阿姆拉什县兰库区索馬姆鄉的一个村。2006年人口普查顯示該村人口为66人，分佈在24个家庭中。